# Христо Хаджикойчев
Христо Хаджикойчев (изписване до 1945 година: Христо Хаджи Койчевъ) е български просветен деец и революционер от Вътрешната македоно-одринска революционна организация.

## Биография
Христо Хаджикойчев е роден около 1882 година в Енидже Вардар (Па̀зар), днес Яница в Гърция. Става сръбски учител в родния си град, но не по-късно от 1906/1907 година преминава към Българската православна община в града. Жени се за Атина Хаджикойчева. Участва в революционната дейност на ВМОРО.